# 短蕊景天
短蕊景天（学名：Sedum yvesii）为景天科景天属下的一个种。

## 扩展阅读
- 維基物種上的相關：短蕊景天